# Ferdinand Theodor Dose
Pour les articles homonymes, voir Dose.
Ferdinand Theodor Dose (né le 3 avril 1818 à Bünsdorf, mort le 29 avril 1851 à Hambourg) est un peintre allemand.

## Biographie

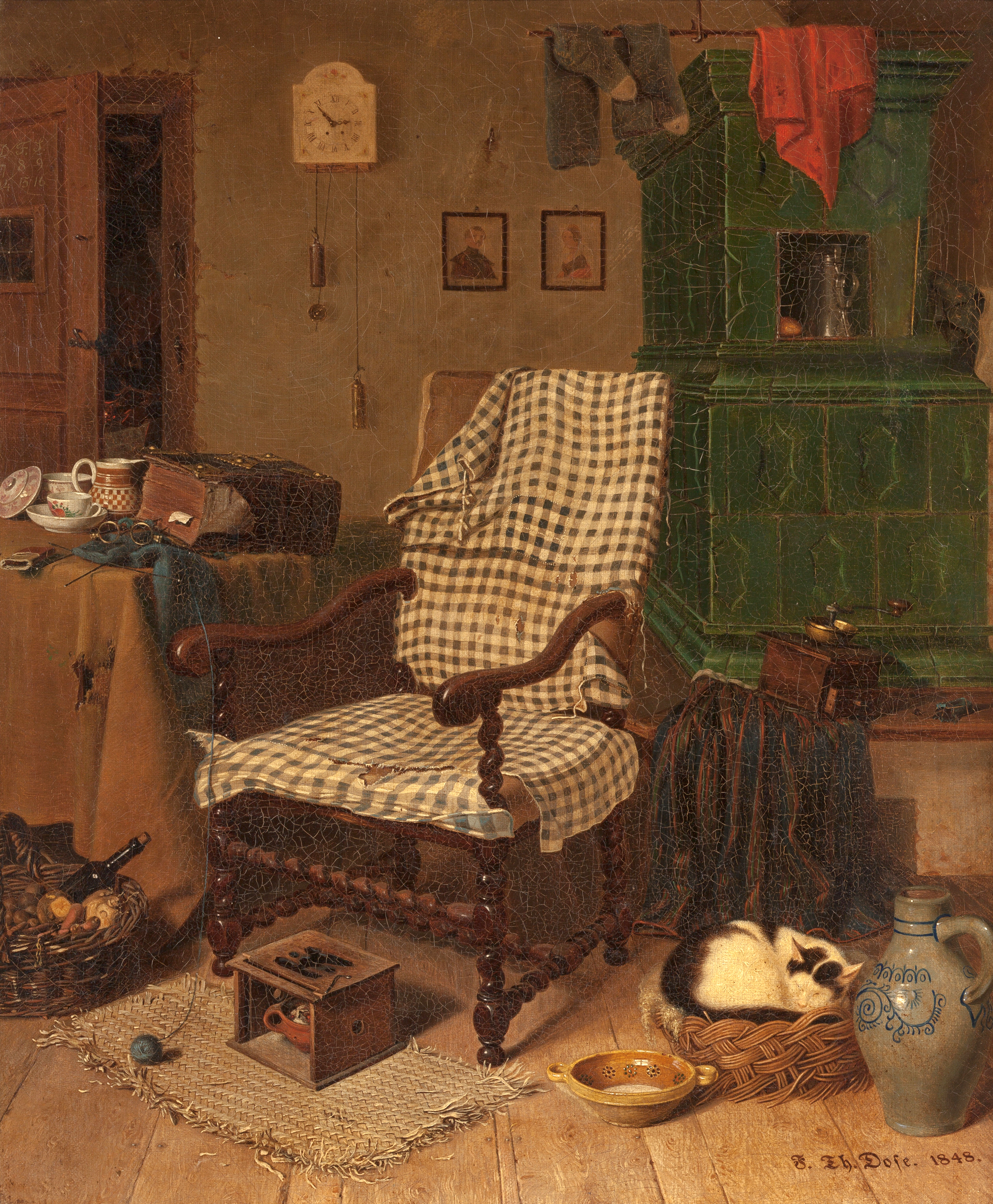
Salon avec une chaise de couture et un chat qui dort, 1848

Dose étudie à partir de 1836 auprès de Gerdt Hardorff au lycée Saint-Jean de Hambourg et à partir du 14 juin 1839 à l'Académie des beaux-arts de Munich.
Vers 1842, il poursuit ses études auprès de Theodor Hildebrandt à l'académie des beaux-arts de Düsseldorf. Après avoir obtenu son diplôme, il s'établit comme artiste indépendant à Hambourg.